# Isla Natividad
Isla Natividad es una isla mexicana ubicada en el Océano Pacífico, en las coordenadas 27°51′09″N 115°10′09″O / 27.85250, -115.16917. Siendo parte de la gran Reserva de la Biosfera del Vizcaíno,  y sobre todo una zona núcleo de la misma, se considera una zona de alta protección ambiental y una gran variedad en biodiversidad, todo esto dentro del estado de Baja California Sur. La isla cuenta con una población limitada al número de trabajadores y sus respectivas familias, esto a causa de la concesión de trabajo que tiene la Sociedad Cooperativa de Producción Pesquera Buzos y Pescadores de la Baja California  en Isla Natividad y la vinculación con la Biosfera del Vizcaíno. La principal fuente de trabajo son las pesquerías de mariscos, entre los más populares y redituables, el abulón y langosta. Otros productos son el caracol, pepino de mar, erizo, sargazo y pescado.
Isla Natividad cuenta con una gran variedad de lugares que la hacen atractiva y divertida, estos lugares tienen nombres particulares dados por los habitantes. Sin duda el lugar más popular es el llamado "Bajada del pato" que es una playa con una rampa que facilita la entrada a esta. Es una de las zonas más concurridas para disfrutar de la playa o realizar festejos como "la semana santa" en fechas de abril. Otro lugar casi tan popular es el llamado "Punta Arena" que es una zona de convergencia de corrientes, lo que la hace perfecta para los aficionados y profesionales de deportes como el surfing y el boogie board, tanto así que profesionales como Rob Machado han visitado las olas del lugar.
Como todo lugar también tiene sus monumentos "históricos". El Faro, en este caso una construcción que ya estaba al momento de asentarse la Sociedad Pesquera.

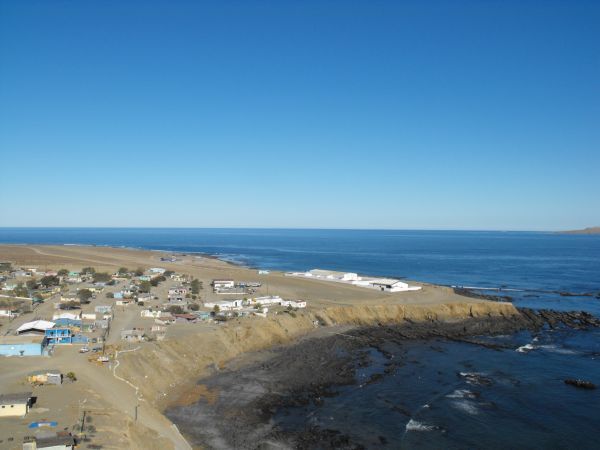
Pueblo, Isla Natividad

## Historia
Aun cuando la historia de Isla Natividad no esté bien escudriñada y escrita, bien se puede hablar de unas cuantas décadas atrás. Siendo las primeras casas habitables construidas de tablones de madera con techos de lona o cartón arenado. No había electricidad y la única fuente de luz era el sol en el día y lámparas de petróleo por las noches. Estos asentamientos eran meramente laborales y temporales. Era principio de la década de los 40's y la principal actividad era la recolección de "guano" (excremento de aves) y la caza de tiburón. Para el segundo año de la misma década se fundó la S.C.P.P. Buzos y Pescadores de la Baja California empezando así la captura de otras especies bajo concesión. Siendo estas capturas aun de manera temporal, por lo cual al finalizar la temporada la isla quedaba sola, a excepción de la persona que trabajaba el "guano" y el encargado del faro.

## En la actualidad
Desde la década de los 40's hasta estos días, la estructura interna social de la isla ha cambiado y a pesar de ser una isla no está aislada, valga la redundancia, del mundo. Los jóvenes continúan con sus estudios fuera de la isla, la tecnología está presente de la misma forma en que lo está en una ciudad, contando con electricidad, agua potable, teléfono, Internet, etc.  Se cubren las necesidades básicas de alimentos y agua potable. Incluso hoy en día se está utilizando un sistema de reciclado de materiales (plásticos, vidrio y cartón) para regular la salida de desechos.